# Synagogue de Foussemagne
La synagogue de Foussemagne, située sur la commune de Foussemagne dans le territoire de Belfort en Franche-Comté, est un ancien lieu de culte construit en 1864/65. Le bâtiment se trouve rue d'Alsace, en face de l'hôtel de ville, il est classé monument historique depuis 1984.

## Histoire
La communauté juive de Foussemagne a été créée au XVIIIe siècle. Six familles juives vivaient dans le village en 1720 et 22 en 1772. Leurs maisons se trouvaient toutes dans une partie du village et ils gagnaient leur vie comme marchands de bétail et de chevaux, bouchers et colporteurs.
Foussemagne est la seule commune en France qui possède une synagogue mais pas d'église. Ce fait est mentionné par le journaliste André Frossard dans son livre de 1969 "Dieu existe, je l'ai rencontré".
La synagogue est inscrite partiellement pour sa façade et sa toiture par arrêté du 21 décembre 1984.
En 2022, la synagogue de Foussemagne est retenue par le loto du patrimoine, au titre du Territoire de Belfort.

## Synagogue
Inaugurée le 8 juin 1865, la synagogue a remplacé un lieu de culte devenu délabré et trop petit. Le bâtiment, avec ses quatre axes et ses fenêtres en arc de cercle aux deux étages, possède trois entrées sur le pignon. La galerie était réservée aux femmes. En 1880, un bâtiment scolaire juif a été ajouté à la synagogue.
En raison des migrations vers les villes, la communauté juive a perdu de plus en plus de membres, de sorte qu'à partir de 1935, le minian n'est plus garanti. Après l'invasion allemande pendant la Seconde Guerre mondiale, la synagogue a été fermée et dévalisée en 1940. Après que le bâtiment ait été vendu à un meunier et utilisé comme entrepôt pendant une longue période, la municipalité de Foussemagne a acheté l'ancien lieu de culte en 2008 pour y installer un musée. En 2011, une plaque commémorative a été placée sur la porte latérale gauche du pignon nord. 